# إريك فليمنغ
إريك فليمنغ (Erik Fleming؛ باراينن،1487-1548) مستشار الدولة في السويد. كان رجل دولة بارزاً و أقرب المقربين من الملك غوستاف الأول.
و إريك فليمنغ هو حفيد بيورن راغفالدسون، و نجله هو الاميرال كلاوس فليمنغ.